# Archidiecezja Siena-Colle di Val d’Elsa-Montalcino
Archidiecezja Siena-Colle di Val d’Elsa-Montalcino – łac. Archidioecesis Senensis-Collensis-Ilcinensis – archidiecezja Kościoła rzymskokatolickiego we Włoszech, w regionie kościelnym Toskania. Jest główną diecezją metropolii Sieny.
Diecezja Sieny została erygowana w IV wieku. 23 kwietnia 1459 została podniesiona do rangi metropolii. 30 września 1986 została połączona z dwoma niewielkimi diecezjami: Colle di Val d’Elsa i Montalcino, uzyskując obecną nazwę.